# Gökçeoluk, Niksar
Gökçeoluk là một xã thuộc huyện Niksar, tỉnh Tokat, Thổ Nhĩ Kỳ. Dân số thời điểm năm 2011 là 248 người.